# Natal'ja Poklonskaja
Natal'ja Vladimirovna Poklonskaja (in ucraino Наталія Володимирівна Поклонська?, Natalija Volodymyrivna Poklons'ka; in russo Ната́лья Влади́мировна Покло́нская?; Mychajlivka, 18 marzo 1980) è un avvocato, funzionaria e politica ucraina. Naturalizzata russa, è ambasciatrice straordinaria e plenipotenziaria della Federazione Russa a Capo Verde.
Procuratrice in Ucraina sin dal 2002, ha assunto nel marzo 2014 l'incarico di Procuratore generale della Repubblica di Crimea, da cui si è dimessa nell'ottobre 2016 in coincidenza alla sua elezione con Russia Unita alla Duma di Stato. Non si ripresentò nel 2021, quando però venne nominata vicepresidente di Rossotrudničestvo, l'autorità statale che rappresenta gli interessi della Russia nelle ex Repubbliche Sovietiche. Nel 2022, ha condannato l'Invasione russa dell'Ucraina, cosa per cui è stata criticata fortemente all'interno del governo russo della Crimea e successivamente sollevata dall'incarico di vicepresidente di Rossotrudnichestvo dallo stesso presidente della Federazione Russa, Putin. Rimane consulente della Procura generale della Crimea.

## Biografia

### Servizio ucraino
Nata nel villaggio di Michajlovka, nell'oblast' di Vorošilovgrad (l'odierna oblast' di Luhans'k) si è laureata presso l'Università nazionale charkivita degli affari interni (in ucraino, "Харківський національний університет внутрішніх справ") a Eupatoria (Crimea).
Nel 2011 a Sinferopoli (Crimea) è stata pubblico ministero nel processo di alto profilo contro un ex deputato del Consiglio Supremo della Crimea, accusato di appartenenza a una banda armata criminale denominata "Bashmaki" (in ucraino, "Черевики", letteralmente: "Gli stivali"). Nello stesso anno è stata nominata procuratore ambientale interdistrettuale di Sinferopoli. In seguito è stata trasferita all'Ufficio del procuratore generale ucraino a Kiev, dove ha svolto servizio come procuratore anziano.
Da ottobre a dicembre del 2012 ha lavorato come capo dei Pubblici Ministeri presso la Corte d'appello della Crimea, e più tardi, dal dicembre 2012 al marzo 2014, era avvocato senior della seconda divisione della Direzione Generale degli Affari Interni, dove si è occupata di indagini preliminari e controllo della gestione della pubblica accusa con la supervisione delle Forze dell'ordine nei procedimenti penali.
Il 25 febbraio 2014 Natal'ja Poklonskaja ha rassegnato le dimissioni, dichiarando che "si vergognava di vivere in un paese in cui i neofascisti camminano liberamente per le strade" (un riferimento per gli attivisti radicali Euromaidan). Le dimissioni non sono state accettate; invece, le è stata data una vacanza e ha lasciato Kiev. In Sinferopoli, Natal'ja Poklonskaja ha offerto il suo aiuto al governo di Crimea.

### Procuratore della Crimea

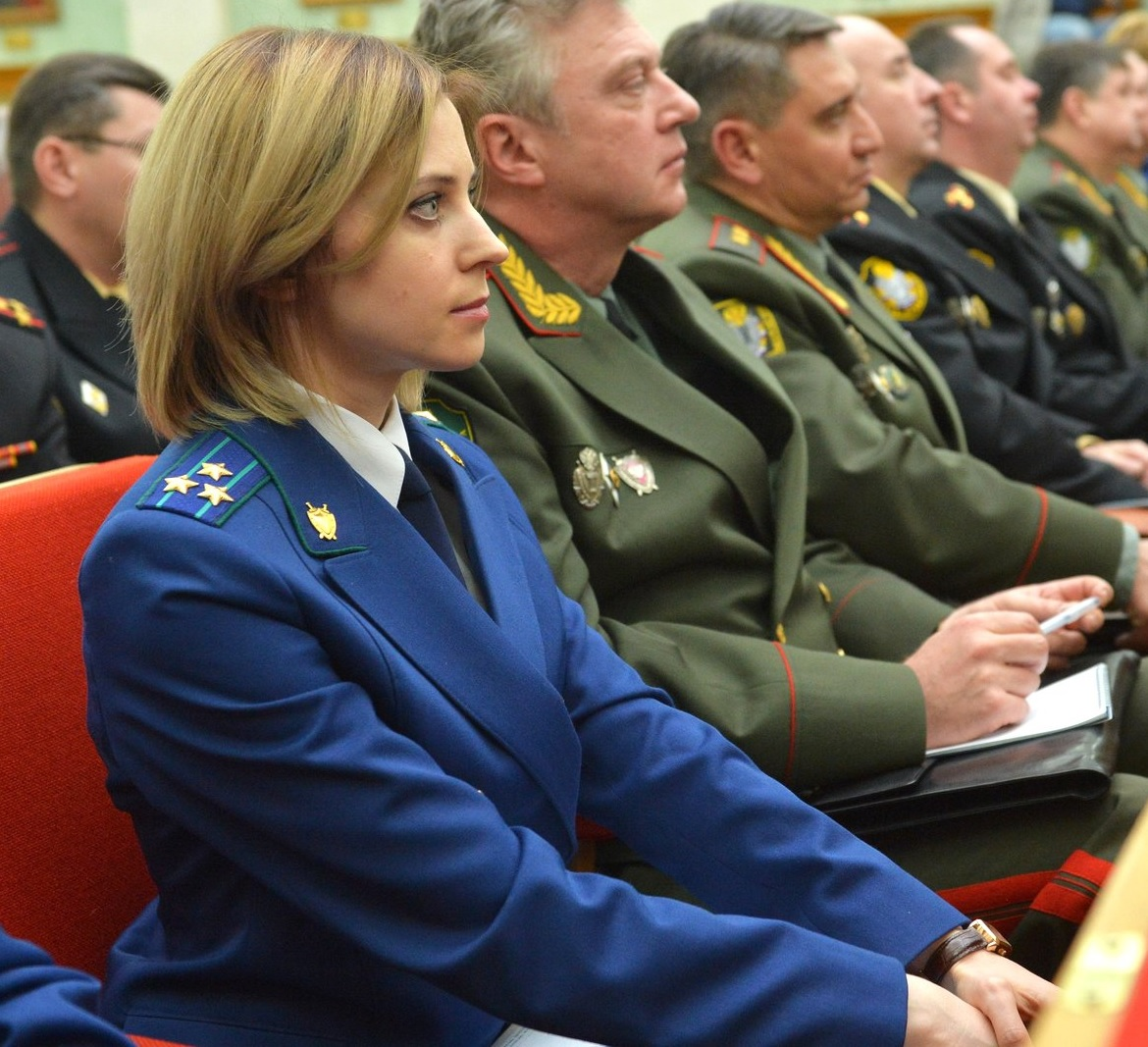
Poklonskaja in uniforme come Procuratore generale, marzo 2015

Mentre la Crimea chiedeva l'indipendenza dall'Ucraina, l'11 marzo 2014 Natal'ja Poklonskaja veniva nominata procuratore della neonata Repubblica di Crimea. Natal'ja Poklonskaja è stata nominata in tale posizione dal presidente del Consiglio dei ministri della Crimea Sergej Aksënov; dopo la nomina le era anche stato riferito di essere stata respinta da altri quattro, tra cui l'ex vice-procuratore della Crimea, Vjačeslav Pavlov. Le sue precedenti critiche alle proteste dell'opposizione ucraina e il "colpo di Stato anti-costituzionale" hanno portato il Governo ucraino ad avviare contro di lei un procedimento penale, privandola dei suoi ranghi e servizio civile dal Consigliere di giustizia. Il 17 marzo 2014 è stata oggetto di un tentativo di assassinio, su cui ha rifiutato di commentare.

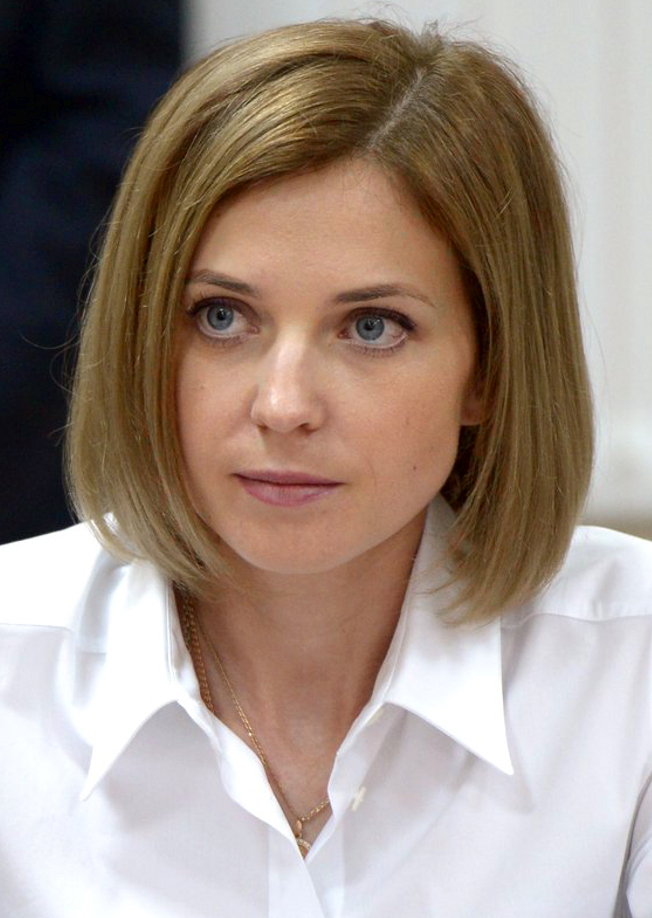
Natal'ja Poklonskaja nel 2015

Subito dopo la sua nomina a procuratore è stata coinvolta in un'indagine sui violenti attacchi commessi contro membri della polizia antisommossa ucraina, i Berkut. Il 19 marzo 2014, Natal'ja Poklonskaja confermò che erano in corso delle indagini in merito della sparatoria avvenuta a Sinferopoli il 18 marzo 2014, noto come Incidente di Simferopoli, avvenuto durante la fine della crisi della Crimea. L'incidente causò la morte di due persone e il ferimento di almeno altre due persone confermate secondo le dichiarazioni, Poklonskaja negò la notizia che il tiratore responsabile dell'attacco fosse stato arrestato. Le indagini portarono a confrontare la sparatoria con gli attacchi avvenuti da parte di alcuni cecchini apostati sugli edifici dei dintorni della Majdan Nezaležnosti ("Piazza dell'Indipendenza") a Kiev che spararono sulla folla il 20 febbraio 2014 durante le Proteste iniziali di Kiev e ha dichiarato di ritenere che la sparatoria avrebbe dovuto provocare la violenza tra le forze militari di Ucraina e Crimea.
Poklonskaja si è dimessa da procuratore generale il 27 settembre 2016 a causa della sua elezione a parlamentare alla Duma di Stato durante le elezioni legislative russe del 2016. Prima delle sue dimissioni, era - all'età di 36 anni - il più giovane procuratore generale donna in Russia.

### Parlamentare della Duma

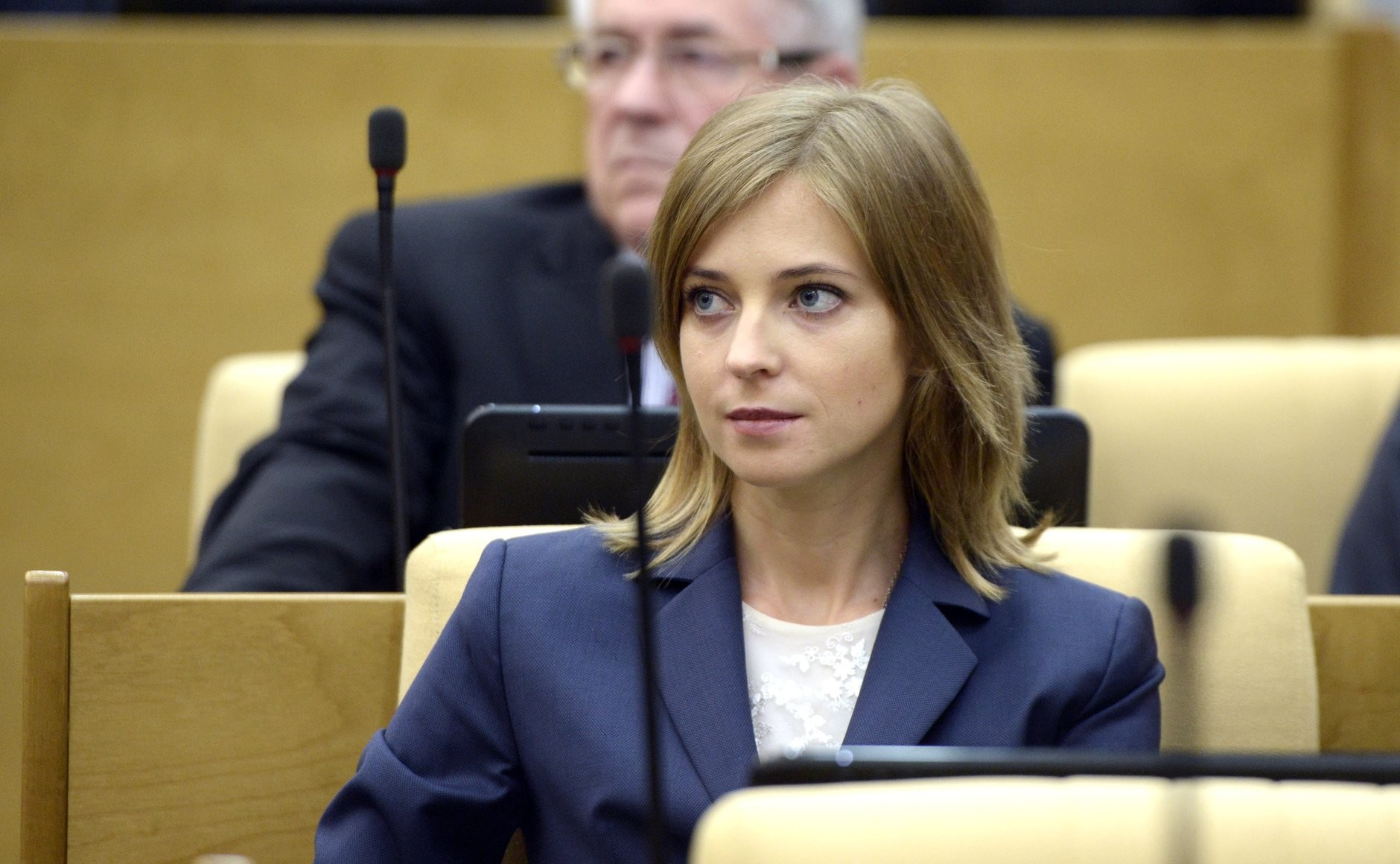
Poklonskaja all'inaugurazione della Duma, ottobre 2016

Nel 2015, Poklonskaja ha annunciato che si sarebbe candidata come parlamentare alla Duma di Stato per il partito Russia Unita. Poklonskaja è stata eletta durante le elezioni legislative russe del 2016. In tutta la Russia, è stata talvolta considerata una potenziale candidata nelle prime fasi delle elezioni presidenziali del 2018.
In carica, Poklonskaja divenne nota per la sua difesa dello zar Nicola II dell'inizio del XX secolo. Considerato un santo dalla Chiesa ortodossa russa, Nicola II è stato accusato nel film Matilde di avere una relazione con Matil'da Kšesinskaja. Poklonskaja ha difeso lo zar e ha invitato i pubblici ministeri locali a determinare se il film fosse religiosamente insensibile. La Poklonskaja è stata accusata da Deutsche Welle di essere una "talebana ortodossa" non ufficiale. Poklonskaja ha sostenuto che l'abdicazione di Nicola II nel 1917 era legalmente nulla. 
Nel 2018, Poklonskaja è stata l'unica parlamentare della Russia Unita a votare contro un disegno di legge del governo per aumentare l'età pensionabile. Non si è candidata alla rielezione nel 2021.
Il 13 ottobre 2021 Poklonskaja è stata nominata ambasciatore straordinario e plenipotenziario della Federazione Russa presso la Repubblica di Capo Verde. Tuttavia, non è stata in grado di ricoprire tale posizione, ed è stata invece nominata il 2 febbraio 2022 vice capo dell'Agenzia federale per gli affari del Commonwealth degli Stati indipendenti, dei compatrioti che vivono all'estero e della cooperazione umanitaria internazionale (comunemente nota come Rossotrudničestvo) dopo aver conseguito un master in relazioni internazionali. 
Nell'aprile 2022, il Moscow Times ha riferito che Poklonskaja ha etichettato l'invasione russa dell'Ucraina nel 2022 come una "catastrofe". In un discorso video a un forum internazionale ha detto: "La gente sta morendo, case e intere città vengono distrutte [lasciando] milioni di rifugiati. I corpi e le anime sono mutilati. Il mio cuore scoppia di dolore. I miei due paesi d'origine sono capaci di uccidersi a vicenda, non è quello che volevo e non è quello che voglio". Sempre nell'aprile 2022, aveva detto a un blogghista popolare di YouTube che la società ucraina è "cambiata" negli otto anni dall'inizio della guerra nel Donbass con i separatisti filo-russi e che gli ucraini "non avrebbero salutato la Russia con i fiori". Nello stesso mese Poklonskaja ha anche criticato il simbolo militare Z utilizzato dalla forza di invasione russa. Ha ricevuto una risposta immediata dal capo di Rossotrudničestvo Evgenij Primakov che ha affermato che le lettere Z e V sono "simboli della stessa liberazione dell'Ucraina dall'evidente male di terroristi e banditi". Secondo il Moscow Times, la rottura di Poklonskaja con la linea ufficiale russa secondo cui l'invasione russa dell'Ucraina è un'"operazione militare speciale" per "de-nazificare e smilitarizzare l'Ucraina" era praticamente inaudita per un funzionario in carica. 
Poklonskaja è stata licenziata dalla carica di vice capo di Rossotrudničestvo il 13 giugno 2022. Sul suo canale Telegram, Poklonskaja ha annunciato che si sarebbe "trasferita a un altro lavoro" e ha ringraziato il presidente russo Vladimir Putin per il suo "sostegno e fiducia". ll giorno successivo ha assunto la sua nuova posizione di consigliere del procuratore generale della Russia.

## Onorificenze
- Ordine di Fedeltà (13 marzo 2015)
- Ordine della Granduchessa Elisabetta Feodorovna (19 maggio 2015)
- Ordine della Santa Imperatrice Aleksandra Feodorovna (1º luglio 2015)